# Hyoscyamus turcomanicus
Hyoscyamus turcomanicus är en potatisväxtart som beskrevs av Antonina Ivanovna Pojarkova. Hyoscyamus turcomanicus ingår i släktet bolmörter, och familjen potatisväxter. Inga underarter finns listade i Catalogue of Life.